# Vestfjord
Der Vestfjord ist eine Meeresbucht, die die Inselkette Lofoten von der Region Salten auf dem norwegischen Festland trennt. Die Bedeutung des Vestfjords liegt darin, dass in dieser Meeresbucht der Kabeljau laicht, der alljährlich im Frühjahr von der Barentssee kommt. Obwohl die Bedeutung des Kabeljaufangs zurückgegangen ist, wurden 2005 im Vestfjord noch 37.000 Tonnen Kabeljau gefangen.

## Geographische Lage
Das „Tor“ zum Vestfjord ist die Stadt Bodø, die etwa 100 Kilometer nördlich des Polarkreises liegt. Von dort aus zieht sich der Vestfjord etwa 200 Kilometer nach Nordosten bis zur Vesterålen-Insel Hinnøya. Die wichtigsten Ortschaften am Vestfjord sind neben Bodø die Orte Svolvær und Stamsund, beides Anlegestationen für die Schiffe der Hurtigruten. Fährverbindungen gibt es zwischen Bodø und Moskenes bei Sørvågen und zwischen Skutvika und Svolvær. Berühmt ist der Mahlstrom oder Moskenstraumen im Vestfjord, der in der Literatur zum Beispiel bei Jules Verne in seinem Roman „20 000 Meilen unter dem Meer“ und bei Edgar Allan Poe eine Rolle spielt. Der Mahlstrom ist ein Gezeitenstrom, der dadurch entsteht, dass bei Flut das Wasser mit ungeheurer Kraft durch die schmale Lücke zwischen den Lofoteninseln Moskenesøy und Værøy hindurch gepresst wird.

## Klima
Der Vestfjord liegt jenseits des Polarkreises, etwa auf der geographischen Breite des nördlichen Alaskas und Mittelgrönlands. Dennoch ist das Klima für diese hohen Breitengrade sehr mild, denn der Golfstrom sorgt dafür, dass die Gewässer auch im Winter, wenn die Sonne sechs Wochen nicht über den Horizont kommt und die Polarnacht nur von Polarlichtern erleuchtet wird, eisfrei bleiben. Die Temperatur fällt auch im Winter kaum unter −10 Grad Celsius. Allerdings sind die Winter lang – erst Ende Mai beginnt der Frühling, und Ende September kann es bereits wieder schneien. Die Sommer können recht warm sein – bis zu 30 Grad Celsius sind im August durchaus möglich. Im Sommer geht die Sonne über dem Vestfjord vier bis sechs Wochen (je nach Breitengrad) nicht unter.

## Wirtschaft
Der Vestfjord war für die norwegische Gesellschaft von sehr großer Bedeutung, denn in den Monaten Februar und März trafen sich seit dem 12. Jahrhundert hier Tausende von Fischern, um den Kabeljau, auch Dorsch oder Skrei genannt, zu fischen. Der Fisch kam aus der Barentssee im Norden, um hier abzulaichen. Die Norweger trockneten den Fisch, der als Klippfisch und Stockfisch in den Handel kam und vor allem von Italienern und Portugiesen gekauft wurde. Diese nutzten ihm, um die Mannschaften ihrer Handelsschiffe, die oft monatelang unterwegs waren, zu ernähren. In diesen Ländern gilt der Stockfisch auch heute noch als Delikatesse. Heute ist die Bedeutung des Kabeljaufangs für Norwegen zurückgegangen, und Quelle des Wohlstands für das Land ist heute eher das Erdöl. Dennoch kommen auch heute noch Hunderte von Fischern jedes Jahr, um im Vestfjord den Kabeljau zu jagen. An der Küste verarbeiten zahlreiche Fischfabriken den Fang, und am Ufer, vor allem auf der vorgelagerten Inselgruppe Lofotens, sind bis Mitte Juni die großen Trockengestelle zu sehen, auf denen der gesalzene Kabeljau dörrt. Im März gibt es im Fjord für Hobbyangler die Weltmeisterschaft im Dorschfischen – ein Hinweis darauf, dass die Küsten am Vestfjord heute touristisch sehr erschlossen sind. Angler finden dort neben Kabeljau auch Heilbutt, Steinbeißer, Schellfisch, Seelachs, Hering und manch andere Delikatesse. Auch der Walfang hat am Vestfjord Tradition. Heute allerdings jagen die wenigen Walfänger, die es noch gibt, vor allem auf hoher See. Mit etwas Glück können im Vestfjord Schweins- und Schwertwale und manchmal sogar größere Exemplare der Walfamilie beobachtet werden, die sich in den reichen Fischgründen tummeln.